# اوپلنگن
اوپلنگن (به آلمانی: Uplengen) یک شهر در آلمان است که در لر واقع شده‌است. اوپلنگن ۱۱٬۳۵۵ نفر جمعیت دارد.